# Battaglia di Cresson
La battaglia di Cresson fu uno scontro minore tatticamente, ma di enorme importanza strategica a causa delle ricadute negative per i Crociati, tenutosi il 1º maggio del 1187, sulle sponde del Cresson, o ʿAyn Jawza', vicino Nazaret. Essa fu il preludio alla sconfitta del Regno di Gerusalemme nella battaglia di Hattin combattuta due mesi dopo.

## Premessa
La situazione politica a Gerusalemme era molto tesa. Raimondo III di Tripoli, che aveva governato come Reggente ed era uno dei consiglieri più saggi del regno, si rifiutò di accettare come nuovo sovrano Guido di Lusignano. Gérard de Ridefort, Gran Maestro dei cavalieri templari, Roger de Moulins, Gran Maestro degli Ospitalieri, Baliano di Ibelin, Ioscio, arcivescovo di Tiro e Reginaldo, furono inviati a Tiberiade per negoziare con Raimondo.

## La battaglia
Nel frattempo, Saladino aveva inviato una piccola forza armata verso Tiberiade, guidata da suo figlio al-Malik al-Afḍal ʿAlī, per rappresaglia a un precedente attacco ad una carovana musulmana da parte di Rinaldo di Châtillon.
Raimondo III nutriva la speranza che Saladino si potesse alleare con lui contro Guido, e per questo permise alla spedizione di attraversare Tiberiade il 30 aprile, sebbene si fosse premurato di avvisare i cristiani di Nazaret del loro passaggio. Nell'apprendere ciò, Gérard radunò velocemente un piccolo esercito, formato dalle guarnigioni di Templari di Qaqun e al-Fulah e dai cavalieri Ospitalieri acquartierati a Nazaret, un piccolo contingente di soli 140 cavalieri in tutto; Baliano nel frattempo si era fermato nel suo feudo di Naplusa e Rinaldo era anch'egli altrove. La forza di Saladino era composta da 7 000 uomini.
Gérard raggiunse Cresson il 1º maggio. Lo scontro fu frutto dell'orgoglio del Gran Maestro templare. Quando si scoprì che i nemici erano così numerosi, il Maestro degli Ospitalieri Roger de Moulins sia il  Maresciallo  templare Giacomo di Maily consigliarono la ritirata. Gérard si infuriò e schernì il suo Maresciallo affermando: «Amate troppo la vostra testa bionda per desiderare di perderla». Giacomo replicò orgogliosamente: «Io morirò in battaglia da uomo coraggioso. Siete voi che fuggirete come un traditore». Tale alterco rese dunque lo scontro inevitabile.
Come narra l'Itinerarium Peregrinorum et Gesta Regis Ricardi, una cronaca della terza crociata:
I musulmani finsero una ritirata, una tattica alquanto comune che non avrebbe dovuto trarre in inganno Gérard; tuttavia egli ordinò una carica, nonostante il parere contrario di Roger, e i cavalieri si separarono così dalla fanteria. I musulmani riuscirono a contrastare facilmente la carica diretta dei cristiani, uccidendo prima i cavalieri esausti e poi la fanteria. Gérard sopravvisse ma tutti gli altri cavalieri vennero uccisi. Secondo l'Itinerarium, però, Gérard non ordinò una carica in maniera sprovveduta ma fu vittima egli stesso di un attacco di sorpresa. L'Itinerarium cita anche l'eroismo del Gran Maestro degli Ospedalieri, Roger de Moulins, e di Giacomo di Mailly, il quale, nonostante la morte di tutti i suoi compagni, combatté strenuamente fino alla sua stessa morte.
Baliano distava un giorno di marcia, e si era anche fermato a Sebastea per celebrare una festività. Dopo essere giunto al castello di La Fève, dove dovevano trovarsi acquartierati i Templari e gli Ospitalieri, lo trovò deserto. Così inviò il suo attendente Ernoul in avanscoperta per scoprire cosa fosse successo e presto ebbe notizia della battaglia dai pochi sopravvissuti. Raimondo venne a conoscenza dello scontro e giunse per l'ambasciata a Tiberiade, e accettò di scortare gli altri fino a Gerusalemme.
Raimondo era finalmente disposto ad accettare Guido come re, ma il danno subito dal regno era ormai troppo grande, e sia Gerardo che Rinaldo consideravano Raimondo un traditore. Saladino raccolse un esercito ancora più potente forte di 30000 uomini e invase il regno a giugno, sconfisse Guido a Ḥaṭṭīn il 4 luglio e ad ottobre espugnò la stessa Gerusalemme.

### Fonti primarie
- Ricardus (Canonicus Sanctae Trinitatis Londoniensis), The Chronicle of the Third Crusade: The Itinerarium Peregrinorum et Gesta Regis Ricardi, a cura di Helen J. Nicholson, traduzione di Helen J. Nicholson, William Stubbs, Ashgate, 1997, ISBN 0-7546-0581-7.

### Fonti secondarie
- (EN) David Nicolle, Hattin 1187, Saladin's greatest victory[collegamento interrotto], edizione illustrata, Osprey Publishing, 1993, ISBN 1-85532-284-6.
- Steven Runciman, Storia delle Crociate, traduzione di A. Comba e E. Bianchi, Einaudi, 2005, ISBN 978-88-06-17481-1.
- (EN) Raymond C. Smail, Crusading Warfare 1097-1193, New York, Barnes & Noble Books, 1995  [1956], ISBN 1-56619-769-4.